# Aquilino Girón
Aquilino Girón Resino (Baza, Granada, 25 de enero de 1994) es un novillero con picadores español, de la provincia de Granada, que inició su trayectoria en la Escuela taurina de Arganda del Rey, de la Fundación El Juli, y posteriormente en la Escuela taurina de Écija.

## Biografía
El novillero Aquilino Girón nació en el municipio de Baza, en la provincia de Granada, el 25 de enero de 1994 en el seno de una familia media. 
Su formación académica tuvo lugar en el centro San José de Calasanz, de Baza; continuando más tarde la Educación Secundaria Obligatoria en el instituto José de Mora de esta localidad granadina. 
En colaboración con la Fundación del Toro de Lidia, Aquilino Girón participó en un proyecto solidario en compañía de la asociación La Ciudad Accesible y gente del colectivo invidente de la ONCE en Granada. El novillero enseñó a los participantes cómo vestir el traje de luces o como coger los trastos de torear así como las sensaciones que se tienen en la plaza.

## Novillero
Como novillero sin picadores, Aquilino Girón se vistió de luces por primera vez en la Plaza de toros de Motril, el 24 de julio de 2010.
En septiembre de 2010, el novillero bastetano decide trasladarse a Madrid donde ingresará en la Escuela Taurina de Arganda del Rey, que financia la fundación del diestro Julián López "El Juli".
En la temporada de 2014, Aquilino Girón mantiene sus compromisos gracias a las actuaciones que labra en festejos como la novillada de promoción de Canal Sur, donde consigue cortar una oreja. Ese mismo será cuando reciba una de sus primeros grandes percances, con una cornada en los testículos tras recibir al novillo con el capote.

### Temporada 2015
Su debut como novilleros con caballos tuvo lugar en su tierra natal, Baza, el 13 de septiembre de 2015. Con motivo de la feria taurina de esta localidad del norte de la provincia de Granada, tuvo lugar una novillada en la que se anunciaron, mano a mano, Aquilino Girón y José Pardo Joselete, con un encierro de Román Sorando; y donde ambos novilleros se presentaron con los del castoreño.

### Temporada 2018
En 21 de junio de 2018, dentro del ciclo de novilladas nocturnas de la Plaza de toros de Sevilla, Aquilino Girón debuta en esta plaza. Cerrando la terna, conformada por Curro Durán y Kevin de Luis, lidió dos novillos de la ganadería de Partido de Resina. En verano de esa misma temporada intervino en las novilladas celebradas en la villa taurina de Céret (Francia) y cuya actuación le sirvió para abrir puerta a nuevas actuaciones en 2018 y que el propio torero consideró como "una de las más importantes de mi vida". Asimismo, en una entrevista en el semanario Aplausos exponía la relevancia de este compromiso dentro de su carrera:
Sevilla es importantísimo, llevo dos meses sin pegar ojo porque es el escaparate que yo necesito. Es verdad que te lo juegas todo a un día, a dos toros y que son muchas las condiciones que se tienen que reunir para que salgan las cosas rodadas, pero confío en que sea así”
En Francia, consigue oportunidades en plazas como la de Roquefort, en la que entra como sustituto en una novillada del Conde de la Maza, ocupando el lugar de El Adoureño, y donde consigue cuajar a los dos toros de la ganadería sevillana. La dimensión del torero y su capacidad en la suerte suprema le llevan a ser considerado por algunos periodistas locales como "véritable révélation"; hecho que le abrirá más y nuevos compromisos en el resto de la temporada.  En el mes de agosto Girón consigue cartel en la plaza de Las Ventas, anunciándose junto a los novilleros Jesús Martínez y Ángel Téllez, con una corrida de la ganadería de Los Maños. Antes de este compromiso, la empresa gestora de la plaza pública un vídeo promocional con los tres toreros, y donde el bastetano realizó las siguientes declaraciones:
Un triunfo lo significaría todo, te puede llevar a torear en todos los sitios. La preparación física y de toreo de salón es la misma pero la mentalización sí cambia, porque el público de Madrid es muy exigente. Los Maños es una ganadería que el público la denomina dura pero que la afición de Madrid le da importancia y que a los toreros nos puede servir mucho. Soy un torero que intento salir a la plaza siempre a entregarlo todo 
Su presentación en esta plaza, en compañía de fue con el novillo Tostadino II, número 60, de la ganadería de Los Maños. Tras esta comparecencia, la prensa consideró que Aquilino Girón "consiguió el respeto de Madrid" en su debut, después de su cómo anduvo en la plaza y tras saludar en el quinto de la tarde.
Esa y otras actuaciones, como el propio torero manifestó en entrevistas posteriores, le valieron la entrada en el certamen de novilladas del "Alfarero de Oro", celebradas en Villaseca de la Sagra (Toledo), donde consiguió cortar una oreja tras una espectacular voltereta.

### Temporada 2019
En 2019, un percance en la Plaza de toros de Granada le impide mantener algunos de los compromisos del verano. El mes de septiembre lo inicia el torero granadino en la Plaza de toros de Calasparra, dentro de la XXX Feria del Arroz y en la que se anunció con una corrida de Celestino Cuadri. La dificultad en el comportamiento de las reses así como la actuación de la cuadrilla complicaron el papel del novillero quien no tuvo su mejor tarde. Afrontaba con esto su siguiente comparecencia en Villaseca de la Sagra (Toledo), lidiando una novillada de Cebada Gago y en la que sufrió una cornada tras entrar a matar donde el novillo "le pudo abrir en canal por dos veces".